# 소선거구제
소선거구제(小選擧區制, 영어: single-member district, single-winner voting, winner-takes-all, single-member constituencies, single-member electorates)는 하나의 선거구에서 1명의 후보를 뽑는 선거 제도이다.

## 투표 방식
선거권자는 후보자 중 1명에게만 투표하고, 가장 많은 선거권자의 득표를 한 후보자가 당선(다수대표제)된다. 
다만, 단순 다수대표제의 단점 때문에 즉석결선투표제(호주)나 결선투표제(여러 나라의 대통령 선거, 프랑스) 등을 취하는 경우도 있다.

### 대한민국
2025년 현재 대한민국에서는 대통령, 국회의원, 지방선거의 지방자치단체장(시장, 구청장, 군수) 및 광역의회의원(시, 군의회 의원) 등의 주요 선거에서 모두 소선거구제를 채택하고 있으며, 국민이 직접 선거로 선출하는 공직자 중 비례대표 의원하고 자치구·시·군의회 지역구 의원(중선거구제)을 제외하고는 전부 소선거제에다 단순 다수대표제로 후보를 뽑는다.

## 장점과 단점
| - 투표 절차가 간단하여 유권자들의 투표 참여도가 높다. - 투표 방식에 대해 유권자들의 인식도가 높다. - 선거구당 후보자의 수가 적어 유권자들이 후보자들의 공약을 파악하기 쉽고 유권자하고 후보자자 간에 긴밀한 관계를 형성하는 것이 수월하다. - 선거구의 대표가 한 명이므로 정책 성공이나 실패의 책임 소재를 파악하기 쉽다. - 후보자에 대한 유권자의 인지도 및 친밀도가 높다. - 대선거구제에 비해 경쟁이 치열해 선거에 대한 일반의 관심도가 높다. - 후보자들의 책임소재가 명확하여 유권자들의 신뢰도가 높다. - 선거구의 지역적 범위가 작아 투표하고 개표 등 선거관리 비용하고 시간이 절감된다. - 재보궐선거에 용이하다. - 주요 정당의 후보자가 당선될 가능성이 크기 때문에 군소 정당(세력을 떨치지 못하는 소규모 정당)의 난립을 방지함으로써 다수당의 출현이나 양당제를 형성할 가능성이 높아 정국 안정에 많은 도움이 된다. | - 여러 후보자 중 한 명만 당선되기 때문에 선거경쟁이 지나치게 과열될 수 있다. - 당선자를 제외한 모든 후보자들의 득표는 모두 무효표(無效票)가 되어 버리기 때문에 중·대선거구제에 비해 무효표의 규모가 더 커질 수 밖에 없다. - 유권자들의 선택폭이 넓지 않다. - 선거구별로 1인의 후보자만이 공천을 받을 수 있다. - 기본적으로 다수당에 유리한데다, 소수파의 의회 진출이 불리하다. - 정당정치의 발전이 어렵고, 선거과열을 조장할 수 있다. - 다수당의 경우 지지율에 비해 현저히 많은 의석을 차지할 수 있다 - 단순 다수대표제를 취하는 경우 과반에 훨씬 못 미치는 적은 득표율로도 당선될 수 있다. - 또한 후보자하고 유권자 사이의 친밀도가 높아서 선거 관련 부패를 조장할 수 있다. - 선거구의 민원이나 이익단체에 의해 후보자나 당선자가 휘둘릴 수 있다. - 선거구가 작은 탓에 전국적으로 지명도가 떨어지는 인물이 선출될 가능성이 높다. - 선거구 간의 인구 편차 탓에 선거구별로 유권자 표의 가치가 달라지는 문제가 발생할 수도 있다. - 선거의 당락에 정부나 권력기관의 개입이 영향을 미칠 여지가 크다. - 지연·혈연하고 같은 비합리적 요소에 의해 당선될 가능성이 높다. - 군소 정당의 후보자는 당선 가능성이 낮아 의회에 진출하기 어려우므로 의회의 법률 제정 및 개정 과정에 국민의 다양한 의견 반영에 어려움이 많다. - 또한, 정당의 득표율에다 의석률의 격차가 커져 과대대표하고 과소대표의 문제가 발생할 가능성이 있다. - 과대대표는 정당의 득표율에 비해 높은 의석률을 차지하는 경우이며, 과소대표는 정당의 득표율에 비해 의석률이 낮은 경우를 가리킨다. - 지방적 명망가에 유리하고 신임후보자의 진출에 불리하다. - 선거구 확정 시 게리맨더링의 위험내포ㆍ선거간섭, 정실, 매수, 기타 부정선거의 위험을 조장할 수 있다. |

## 같이 보기
- 선거구
- 비례대표제
- 대선거구제
- 중선거구제